# Can Collboni
Can Collboni és una masia situada al municipi de Mieres, a la comarca catalana de la Garrotxa.